# فيرنر نيومان
فيرنر نيومان (بالألمانية: Werner Neumann)‏ هو عازف قيثارة جاز ألماني، ولد في 13 أغسطس 1964 في دويسبورغ في ألمانيا.

## وصلات خارجية
- فيرنر نيومان على موقع ميوزك برينز (الإنجليزية)
- فيرنر نيومان على موقع ديسكوغز (الإنجليزية)